# Philodromus blanckei
Philodromus blanckei är en spindelart som först beskrevs av Jörg Wunderlich 1995.  Philodromus blanckei ingår i släktet Philodromus och familjen snabblöparspindlar. Inga underarter finns listade i Catalogue of Life.